# Gießhübl
Gießhübl je vesnice v okrese Mödling v Dolním Rakousku. Leží jižně od rakouského spolkového hlavního města Vídně na okraji přírodní chráněné oblasti Föhrenberge v nadmořské výšce 416 metrů a je současně nejvýše ležící vinařskou obcí Rakouska.
Dříve byl Gießhübl jasně zemědělskou obcí, dnes je hlavně obcí obytnou. Také polohou v bezprostřední blízkosti u Vídně s přímým připojením na A21 (Vídeňský vnější dálniční okruh) byl podporovaný.

## Historie
Obec vznikla roku 1592 ze založeného osídlení s rolnickým uspořádáním.
V době mezi 1938 a 1954 náležel Gießhübl, i 96 dalších až do té doby dolnorakouských obcí, nyní k 26 okresům rozsáhlé Velké Vídně a stala se součástí 24. okresu Mödling. Teprve 1954 byl Gießhübl opět samostatnou v zemi Dolní Rakousko, což v září 2004 bylo po 50 letech slavnostně oslaveno.

## Vývoj počtu obyvatel
V roce 1971 bylo v obci 975 obyvatel, 1981 1459, 1991 1609, 2001 1597 a v roce 2009 zde žije 2093 obyvatel.

## Sousední obce
Severovýchodně Kaltenleutgeben, na severu Perchtoldsdorf, severovýchodně Brunn am Gebirge, na východě Maria Enzersdorf a na jihu Hinterbrühl.

## Politika
Starostou obce je Eugen Krammer (SPÖ), vedoucím kanceláře Alexander Weber.
V obecní radě je 19 míst a po obecních volbách 6. března 2005 rozděleny mandáty takto: SPÖ 8, ÖVP 6, zelení 3, FPÖ 2.

## Hospodářství a infrastruktura
Nezemědělských pracovišť bylo v roce 2001 91, v zemědělství a lesnictví bylo v roce 1999 zjištěno 14 pracovišť. Počet výdělečně činných v bydlišti činil po sčítání 2001 730, to jest 48,02 %.

## Spolky
- Karlovo divadlo Gießhübl
- 1. FC Gießhübl